# 冒险之星

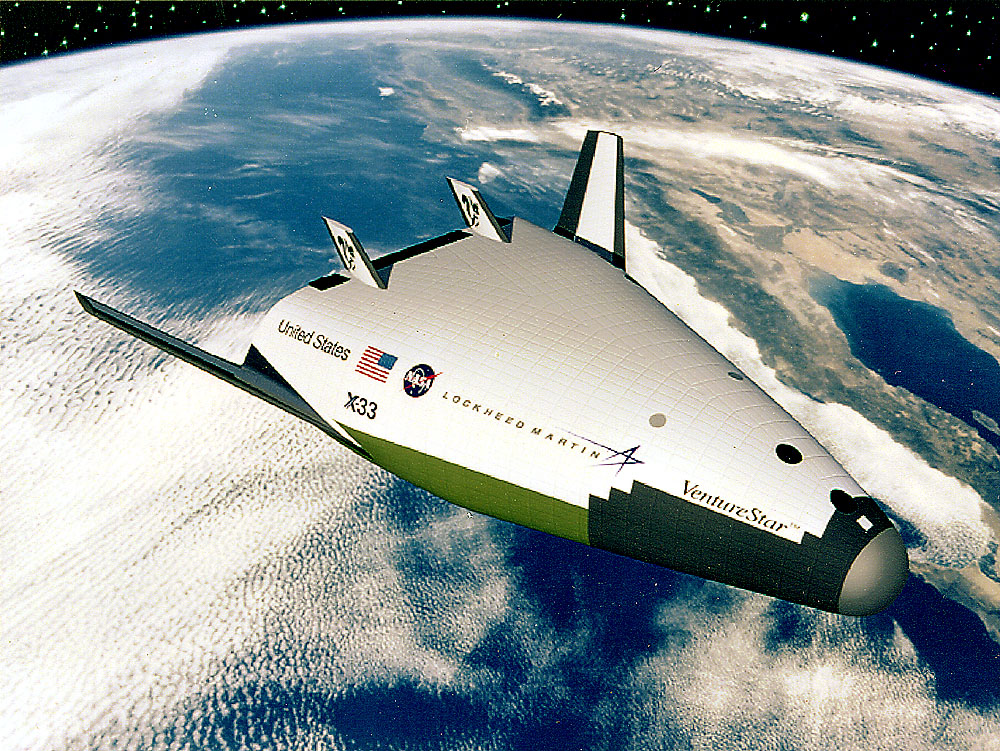
畫家筆下的冒险之星想像圖

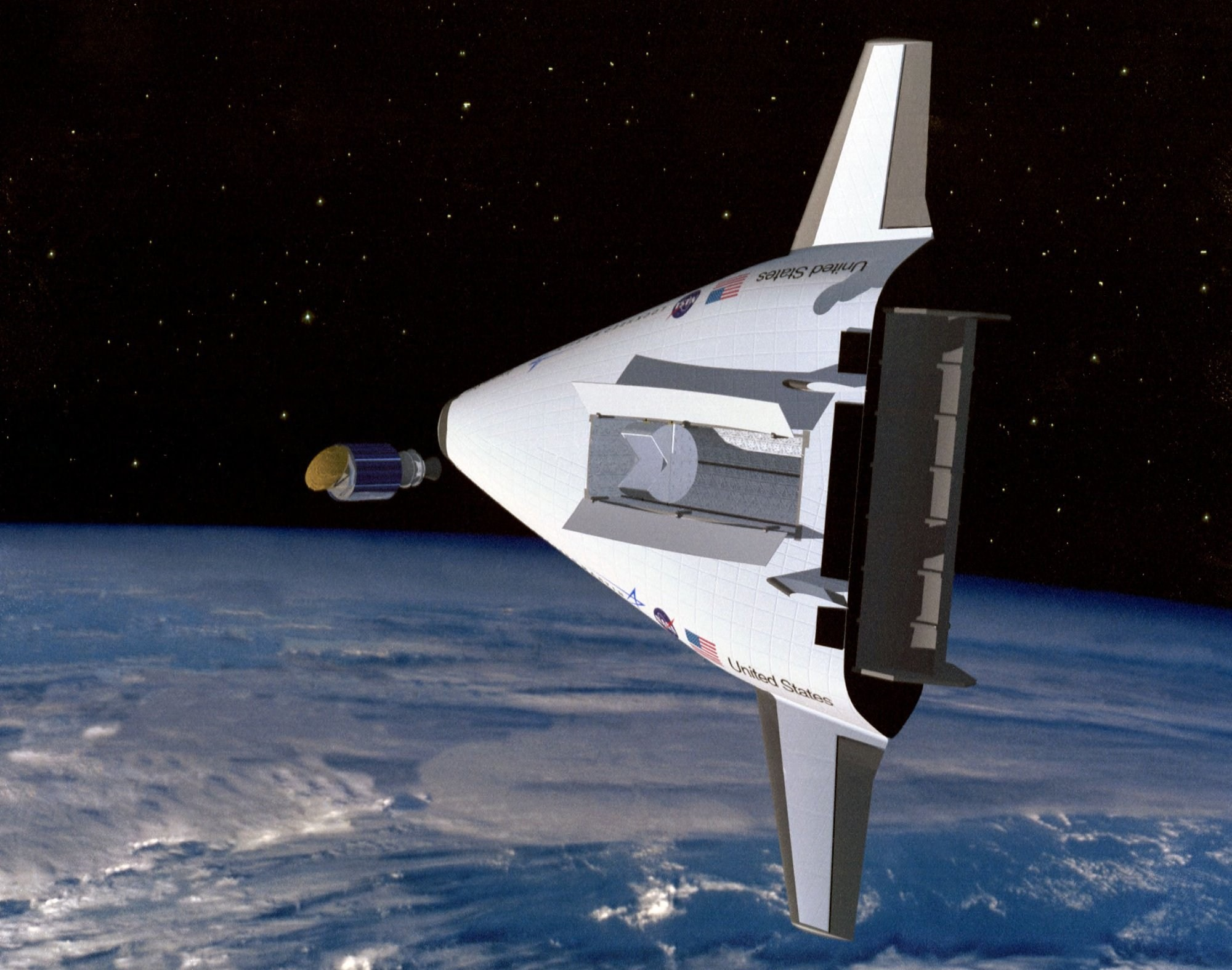
投放功能

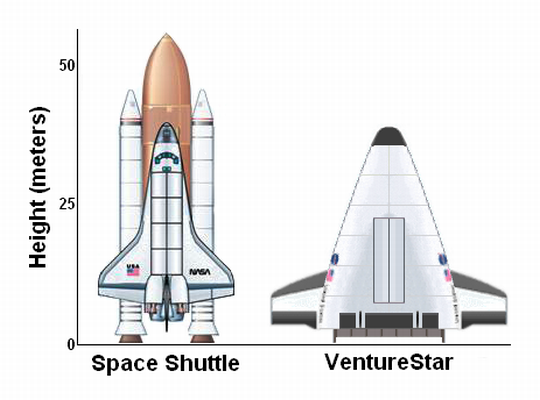
尺寸比較

冒险之星（VentureStar）是1996年美國以单级入轨（SSTO）、可再用的發射型運輸工具等理念所提出的一項設計提案，這項提案計畫的主要目標是開發出一種可再用（即重複使用）的無人式太空飛機，並運用此種飛機將人造衛星順利發射到原先設定的軌道上，根據估算此種新式的人造衛星發射法其發射成本將只有現今太空梭發射法的十分之一，倘若此新方式成功可行日後冒險之星將可用來取代航天飞机。

## 三種往返任務
雖然「冒險之星」的主要目的是開發出一種無人駕駛的人造衛星發射器，但除此之外也被賦予其他的附屬、選用性用途，即是充當可運載乘客的客機，且主要是跨洲、洲際性的遠程飛行，也因為「冒險之星」採行無人駕駛設計，所以乘客將與人造衛星一樣，被「冒險之星」視為一種被運載的貨物。更簡單地說，「冒險之星」被期望成為可快速往返太空的低成本發射器，並且兼具模組化的運載系統設計，所被運載的可以是人造衛星也可以是乘客，甚至也被賦予日後往返於地球與太空站之間，為太空站運載必須的物資用品。

## 新隔熱技術、新推進技術
「冒險之星」不僅在用途與構想上具有相當的革新性，在實現技術上也相似，「冒險之星」預計將使用一種新式、金屬材質的隔熱技術（或稱：熱防護系統），此一新隔熱技術與現有太空梭上所用的（陶瓷材質）隔熱技術相比，除了安全性更高外在維護成本上也更加低廉。
此外「冒險之星」為了成為单级入轨的運載器，在往返程序上是採行垂直發射升空之後再以類似飛航機的方式降落，對此「冒險之星」在設計上使用了一種新式的推進技術，稱為線性氣尖引擎（Linear ，簡稱：LAE），此種新推進引擎無論在各種海拔高度都能提供高效率的推力。
附帶一提的是，「冒險之星」也試圖能有商業性的運用，期望能成為美國太空總署（NASA）所需求的航班性飛行。

## 縮體性測試成效不佳
為了研發冒險之星，洛克希德馬汀公司先以縮小尺寸比例的實驗性飛航機作為先期的嘗試驗證，此即成為「X-33型實驗機」，這項實驗機計畫美國太空總署也共同參與，不過此一計畫於2001年3月1日後被悄然終止，被終止的原因與「X-33實驗機」在測試時事故頻傳、在進程上延宕受挫、以及預算成本超支等有密切有關。
再者，新機研發中所需的一些新技術，例如「複合式材料的燃料槽」、「金屬隔熱外覆」等也都失敗，「複合式材料的燃料槽」在壓力測試時發生爆裂問題，連帶也延誤了「線性氣尖引擎」的研發進度，同時也讓美國太空總署及洛克希德馬汀公司退而使用現有已具成熟性的「鋁質燃料槽」及「傳統火箭引擎」技術，一直到後來計畫終止，而計畫從開始到終止的花費超過了10億美元。在此計畫終止後研發工程師繼續研究才發現碳纖維複合材料來製造燃料槽是有可能成功，但是引擎和隔熱層依然沒有進展。「X-33實驗機」測試計畫的終止，也使原先打造全尺寸「冒險之星」的計畫遭停置。

## 虛構題材中的冒险之星
- 在约翰·瓦利（英语：John Varley (author)）的科幻小說《紅色閃電（英语：Red Thunder (novel)）》中，冒险之星被設定為美國的主要太空飛行船，且在不久的將來會每天從卡纳维拉尔角進出、往返太空軌道。

- 冒险之星曾在美國科幻電視連續劇：星艦前傳（Star Trek: Enterprise）的開場畫面中現身過，冒险之星從國際太空站的船塢埠出發後轉向駛離。

## 規格簡要

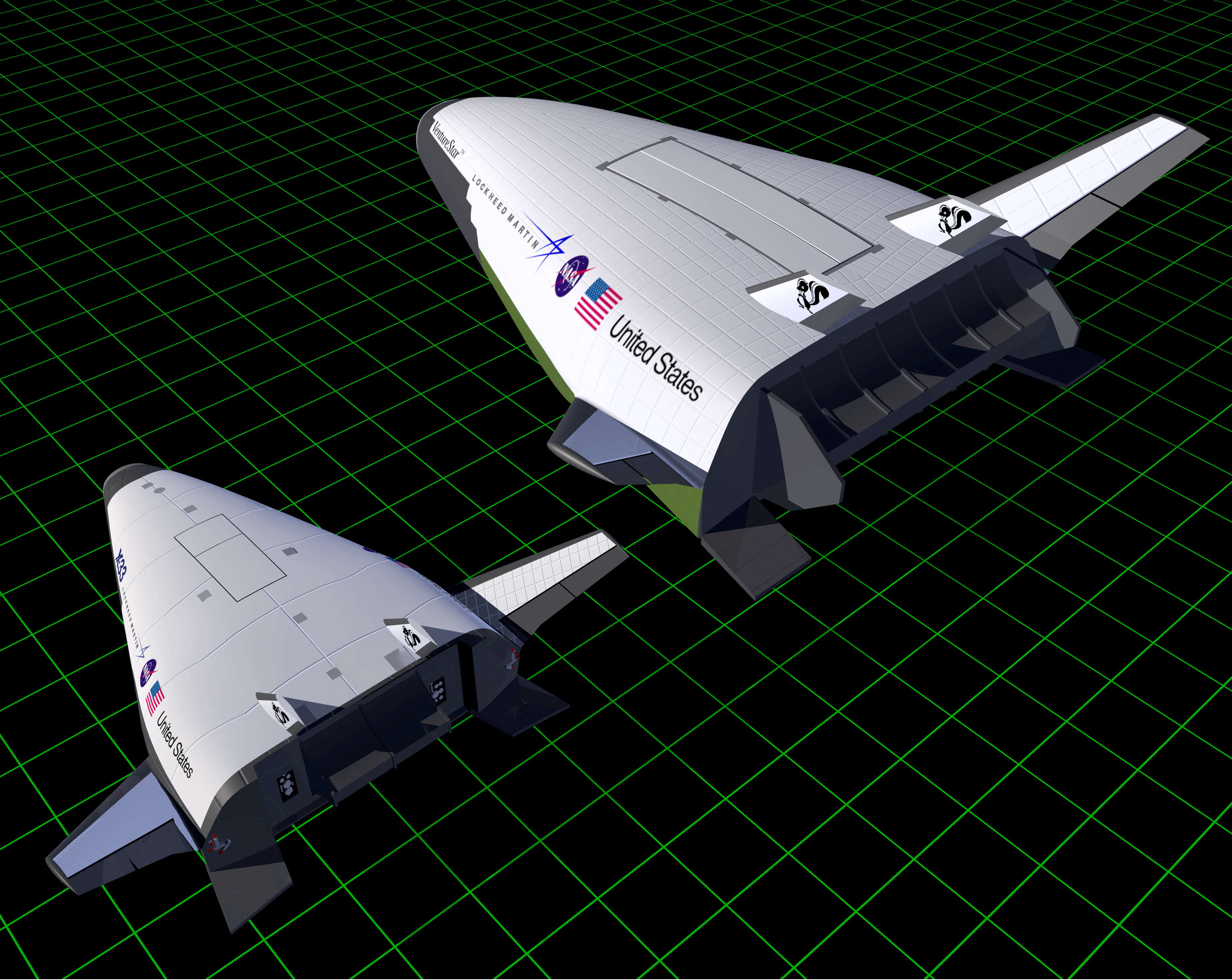
X-33試驗機和冒險之星體積比較圖

- 冒险之星
  - 長度：46公尺
  - 寬度：48公尺
  - 重量：1192公噸
  - 極速：25馬赫

- X-33
  - 長度：21公尺
  - 寬度：23公尺
  - 重量：129公噸
  - 極速：13馬赫